# ジェレミー・デール
ジェレミー・デール（Jeremy Dale 、1962年11月23日 - ）は、カナダ・トロント出身のレーシングドライバー。モータースポーツでの彼のキャリアは、レーサー、テレビコメンテーター、レースシリーズディレクター、レースチームプレジデント、レースチームオーナーとして30年以上に及ぶ。

## 経歴
デールはカナダのアマチュアとしてヴィンテージカーレースに16歳でデビュー。彼の最初のレースカーは、トライアンフ・モーターサイクルエンジンを搭載した1955年のクーパーフォーミュラ3であった。彼は1969年のロータス・69フォーミュラ・フォードを入手し、それでレースに参戦した。
1983年にジム・ラッセルスクールに通い、その後テストドライバーとして活動した。1990年からは、日産のドライバーに抜擢されて、IMSA GTに参戦。複数の勝利を収めた。デイトナ24時間レースにも参戦し、クラス優勝を果たした経験もある。しかし、1995年にロード・アトランタにてファブリツィオ・バルバッツァと接触し、大きなクラッシュに見舞われる。デールは重傷を負い、数回に渡って手術を受けたが、しばらく松葉杖や車椅子を使う生活を余儀なくされ、レースからの引退を余儀なくされた。
しかし、翌年からモータースポーツの解説者として活躍し、デウィッド・ホッブズやデレック・デイリー等ともに様々なカテゴリーのレース解説を行い話題となった。その後はモータースポーツのマネジメント会社を設立。インディカーシリーズで活躍するライアン・ハンター＝レイやダニカ・パトリック等のマネジメントを行い、アンドレッティ・オートスポーツなどトップチームとの契約交渉を担当。また自身のモータースポーツチームの代表も務めている。

## 外部画像
- 1988-コロンバスストリートサーキット-ファイアストンファイアホーク-ダッジデイトナ
- 1989-ロードアトランタ-ファイアストンファイアホーク-ダッジデイトナ
- 1989-ロードアメリカ-ファイアストンファイアホーク-イーグルタロン
- 1989-ロードアメリカ-IMSAGTU-ダッジデイトナ
- 1990-トピーカ-IMSAGTO-日産300ZXターボ
- 1990-トピーカ-IMSAGTO-日産300ZXターボ
- 1990-トピーカ-IMSAGTO-日産300ZXターボ
- 1990-トピーカ-IMSAGTO-日産300ZXターボ
- 1990-トピーカ-IMSAGTO-日産300ZXターボ
- 1990-ミッドオハイオ-IMSAGTO-日産300ZXターボ
- 1991-ミッドオハイオ-IMSAGTO-日産300ZXターボ
- 1991-ロードアメリカ-IMSAGTO-日産300ZXターボ
- 1992-ミッドオハイオ-IMSAGTS-日産300ZXターボ
- 1992-ロードアメリカ-IMSAGTS-日産300ZXターボ
- 2003-トロント-RuSPORTアトランティックカー（アーロン・ジャスタス）
- 2004-ロードアメリカ-RuSPORTチャンプカー（ミッチェル・ジョルダイン・ジュニア）
- 2005-エドモントン-RuSPORTチャンプカー（A.J.アルメンディンガー）
- 2006-エドモントン-RuSPORTチャンプカー（ジャスティン・ウィルソン）